# VK 30.01 (H)
VK 30.01 (H) или Panzerkampfwagen VI (7.5 cm) — немецкий опытный средний танк, разрабатывавшийся фирмой «Henschel» в 1937—1940 годах как перспективная замена Pz.Kpfw.IV. В конструкции использовалось много новшеств, таких как торсионная подвеска, полуавтоматические коробки передач и многорадиусные механизмы поворота. Испытания прототипов выявили ряд проблем, а с началом войны основной приоритет был отдан увеличению выпуска серийных танков, поэтому работы над VK 30.01 (H) велись медленно.
К началу 1942 года стало ясно, что танк в серию не пойдёт. Нулевую серию из восьми танков отменили и в итоге выпустили 4 шасси и 6 башен. Один танк был собран целиком и использовался как учебный. Шасси использовались для испытаний и в качестве базы для постройки двух САУ Sturer Emil. Наработки по VK 30.01 (H) в дальнейшем использовались на других немецких танках и привели к созданию Pz.Kpfw. VI Tiger.

## Обозначения
В процессе развития проекта использовались различные обозначения:
- B.W. (verstärkt). Обозначение B.W. использовалось для Pz.Kpfw.IV, то есть новый танк должен был занимать его тактическую нишу.
- I.W. (Infanteriewagen) — танк поддержки пехоты, принято 12 марта 1937 года
- D.W. (Durchbruchswagen) — танк прорыва, принято 28 апреля 1937 года
- VK 30.01 — обозначение по новой системе, ноябрь 1939 года
- VK 30.01 (H) — указание производителя введено для того, чтобы различать VK 30.01 фирмы Porsche K.G.
- Panzerkampfwagen VI (7.5 cm) — принято 31 октября 1940 года

## История создания

### VK 30.01
Конструкторы Hensсhel не остановились на провале с DWI и DWII. 9 сентября 1938 года Henschel получил разрешение на продолжение разработки нового среднего танка как продолжение проекта DW. Было создано два похожих прототипа: VK 30.01 (H) и более тяжёлый (40 тонн) VK 36.01 (H). Оба прототипа имели множество общих деталей и агрегатов, что сделало бы их производство и обслуживание гораздо проще. Всего было изготовлено 4 машины: две в марте 1941 года, а две других — в октябре 1941 года. Изначально планировалось вооружить танк 75-мм пушкой 7,5 KwK37 L/24 или 105-мм L/28, но ни на один прототип так и не была установлена башня.
Были изготовлены три опытных шасси, которые использовались для испытания различных узлов и агрегатов. Когда в мае 1941 года Адольф Гитлер приказал начать разработку самоходных противотанковых установок с мощными пушками калибра 105 и 128 мм, для шасси, построенных для VK 30.01 (Н), нашлось иное применение.
В марте 1941 года первые два VK 30.01 (Н) были готовы и в период с августа 1941 года по март 1942 года были переоборудованы в самоходные орудия, вооружённые 128-мм пушками: 12,8 cm Kanone 40 (PzSfl). Эти САУ известны как 12,8 cm Kanone 40 auf Sf (VK 3001 H), а также как Упрямый Эмиль, они воевали на восточном фронте на территории СССР. Два других прототипа, которые были завершены в октябре 1941 года, остались на территории завода Henschel и были использованы как восстановительные, тренировочные и испытательные машины.

## Описание конструкции

### Броневой корпус и башня
Корпус VK 30.01 (H), как и VK 36.01 (H) конструктивно похож на PzKpfw IV. В передней части находились элементы трансмиссии, а также место механика-водителя слева и стрелка-радиста справа. Боевое отделение занимало всю среднюю часть корпуса. Здесь находились командир, наводчик и заряжающий.
В башне планировали установить 75-мм пушку 7,5-cm KwK 37 L/24 или 105-мм орудие L/28 и спаренный с ней 7,92-мм пулемёт MG-34, второй пулемёт находился в лобовом листе корпуса справа и мог наводиться по вертикали в пределах от −10° до +20°, и по горизонту от −15° до +15°. Для наведения орудия на цель планировали использовать прицел TZF9, имевший 2,5-кратное увеличение и угол обзора 24°. Пулемёты оснащались прицелами Kg ZF2 с 1,8-кратным увеличением и углом обзора 18°.

### Ходовая часть
Катки были расположены в шахматном порядке.

### Двигатель и трансмиссия
На танк планировалось устанавливать 6-цилиндровый двигатель Maybach HL 116 мощностью 300 л.с. при 3000 об/мин. Он позволял двигаться со скоростью 35 км/ч по шоссе.

### Средства связи и наблюдения
На машину предполагалось установить радиостанцию FuG5, работающая в диапазоне до 27,2—33,3 МГц. Имея мощность передатчика 10 Вт, она обеспечивала дальность связи до 9,4 км в телеграфном и 6,4 км в телефонном режимах.

## В массовой культуре

### Компьютерных играх
VK 30.01 (H) можно встретить в игре «World of Tanks» , как прокачиваемый средний танк V уровня. Также есть коллекционный и эксклюзивный тяжёлый танк VK 30.01 (P).

### В моделизме
VK 30.01 (H) в масштабе 1:35 выпускает фирма «Trumpeter» и «RFM»